# Iglesia de Nuestra Señora de Fátima (Karachi)
La Iglesia de Nuestra Señora de Fátima es una iglesia católica perteneciente a la Arquidiócesis de Karachi en Pakistán.
Fue aprobada el 22 de agosto de 1953, cuando Monseñor Alcuin Van Miltenburg (el arzobispo de Karachi) estableció los límites de la nueva parroquia. En mayo de 1955 se convirtió en una capellanía bajo la Catedral de San Patricio con sacerdotes residentes. En septiembre de 1957 se convirtió en parroquia independiente.
El 13 de julio de 1962, la primera piedra para la construcción de la iglesia actual fue bendecida y colocada por Monseñor Xavier Zupie, el Internuncio de la Santa Sede. El 8 de septiembre de 1963, la iglesia fue bendecida y dedicada a Nuestra Señora de Fátima.